# Coupe continentale de hockey sur glace 2007-2008
Navigation
Édition 2006-2007 Édition 2008-2009
La saison 2007-2008 est la onzième édition de la Coupe continentale de hockey sur glace.

## Premier tour
Le premier tour s'est joué entre le 14 et le 16 septembre 2007.

### Groupe A
Le groupe A a joué ses matchs à Miercurea-Ciuc.
| 14 septembre 2007 | KHL Mladost Zagreb | 9-8 (pr) (2-1, 4-2, 2-5, 1-0) | Kocaeli BŞehir Kağıtspor | Vákár Lajos Műjégpálya |

| 14 septembre 2007 | CG Puigcerdà | 2-13 (0-2, 2-7, 0-4) | SC Miercurea-Ciuc | Vákár Lajos Műjégpálya |

| 15 septembre 2007 | KHL Mladost Zagreb | 9-1 (5-0, 2-0, 2-1) | CG Puigcerdà 9:1 (5:0, 2:0, 2:1) | Vákár Lajos Műjégpálya |

| 15 septembre 2007 | SC Miercurea-Ciuc | 10-4 (2-0, 2-1, 4-3) | Kocaeli BŞehir Kağıtspor | Vákár Lajos Műjégpálya |

| 16 septembre 2007 | Kocaeli BŞehir Kağıtspor | 5-4 | CG Puigcerdà | Vákár Lajos Műjégpálya |

| 16 septembre 2007 | SC Miercurea-Ciuc | 8-1 (0-0, 5-0, 3-1) | KHL Mladost Zagreb | Vákár Lajos Műjégpálya |

| Clt   | Équipe                   | PJ | V | VP | D | DP | BP | BC | Pts |
| ----- | ------------------------ | -- | - | -- | - | -- | -- | -- | --- |
| +001, | SC Miercurea-Ciuc        | 3  | 3 | 0  | 0 | 0  | 31 | 7  | 9   |
| +002, | KHL Mladost Zagreb       | 3  | 1 | 1  | 1 | 0  | 19 | 17 | 5   |
| +003, | Kocaeli BŞehir Kağıtspor | 3  | 1 | 0  | 1 | 1  | 17 | 23 | 4   |
| +004, | CG Puigcerdà             | 3  | 0 | 0  | 3 | 0  | 7  | 27 | 0   |

- Équipe qualifiée pour la suite de la compétition

## Deuxième tour
Le second tour a été joué du 12 au 14 octobre 2007.

### Groupe B
À Aalborg.
| 12 octobre 2007 | HK Slavija Ljubljana | 0-8 (0-4, 0-3, 0-1) | EC Red Bull Salzbourg | Gigantium 150 spectateurs |

| 12 octobre 2007 | AaB Aalborg | 3-0 (1-0, 1-0, 1-0) | Coventry Blaze | Gigantium 1 000 spectateurs |

| 13 octobre 2007 | AaB Aalborg | 4-2 (1-0, 0-1, 3-1) | HK Slavija Ljubljana | Gigantium 400 spectateurs |

| 13 octobre 2007 | Blaze de Coventry | 3-2 (pr) (0-2, 0-0, 2-0, 1-0) | EC Red Bull Salzbourg | Gigantium 500 spectateurs |

| 14 octobre 2007 | HK Slavija Ljubljana | 4-2 (1-1, 1-0, 2-1) | Coventry Blaze | Gigantium 100 spectateurs |

| 14 octobre 2007 | AaB Aalborg | 4-2 (1-0, 2-0, 1-2) | EC Red Bull Salzbourg | Gigantium 950 spectateurs |

| Clt   | Équipe                | PJ | V | VP | D | DP | BP | BC | Pts |
| ----- | --------------------- | -- | - | -- | - | -- | -- | -- | --- |
| +001, | AaB Ishockey          | 3  | 3 | 0  | 0 | 0  | 11 | 4  | 9   |
| +002, | EC Red Bull Salzbourg | 3  | 1 | 0  | 1 | 1  | 12 | 7  | 4   |
| +003, | HK Slavija            | 3  | 1 | 0  | 2 | 0  | 6  | 14 | 3   |
| +004, | Coventry Blaze        | 3  | 0 | 1  | 2 | 0  | 5  | 9  | 2   |

- Équipe qualifiée pour la suite de la compétition

### Groupe C
À Tilbourg
| 12 octobre 2007 | KHL Mladost Zagreb | 5-6 (pr) (1-3, 4-2, 0-0, 0-1) | SC Energija Elektrėnai | IJssportcentrum |

| 12 octobre 2007 | Tilburg Trappers | 5-4 (0-0, 2-3, 3-1) | Dunaújvárosi Acélbikák | IJssportcentrum |

| 13 octobre 2007 | Dunaújvárosi Acélbikák | 8-2 (2-0, 1-2, 5-0) | KHL Mladost Zagreb | IJssportcentrum |

| 13 octobre 2007 | Tilburg Trappers | 8-3 | SC Energija Elektrėnai | IJssportcentrum |

| 14 octobre 2007 | Dunaújvárosi Acélbikák | 4-1 | SC Energija Elektrėnai | IJssportcentrum |

| 14 octobre 2007 | Tilburg Trappers | 8-4 | KHL Mladost Zagreb | IJssportcentrum |

| Clt   | Équipe                  | PJ | V | VP | D | DP | BP | BC | Pts |
| ----- | ----------------------- | -- | - | -- | - | -- | -- | -- | --- |
| +001, | Tilburg Trappers        | 3  | 0 | 0  | 0 | 0  | 21 | 11 | 9   |
| +002, | Dunaújvárosi Acél Bikák | 3  | 2 | 0  | 1 | 0  | 16 | 8  | 6   |
| +003, | SC Energija             | 3  | 0 | 1  | 2 | 0  | 10 | 17 | 2   |
| +004, | KHL Mladost Zagreb      | 3  | 0 | 0  | 2 | 1  | 11 | 22 | 1   |

- Équipe qualifiée pour la suite de la compétition

### Groupe D
À Nowy Targ
| 12 octobre 2007 | HK Yunost Minsk | 9-0 (3-0, 3-0, 3-0) | SC Miercurea-Ciuc | Miejska Hala Lodowa, Nowy Targ 60 spectateurs |

| 12 octobre 2007 | Podhale Nowy Targ | 5-2 (3-1, 1-0, 1-1) | Kaz.-Torp. Oust-Kamenogorsk | Miejska Hala Lodowa, Nowy Targ 800 spectateurs |

| 13 octobre 2007 | SC Miercurea-Ciuc | 3-4 (2 pr) (1-2, 1-1, 1-0, 0-0, 0-1) | Podhale Nowy Targ | Miejska Hala Lodowa, Nowy Targ 500 spectateurs |

| 13 octobre 2007 | HK Yunost Minsk | 1-5 (0-2, 0-1, 1-2) | Kaz.-Torp. Oust-Kamenogorsk | Miejska Hala Lodowa, Nowy Targ 100 spectateurs |

| 14 octobre 2007 | Kaz.-Torp. Oust-Kamenogorsk | 4-2 (1-0, 3-0, 0-2) | SC Miercurea-Ciuc | Miejska Hala Lodowa, Nowy Targ 100 spectateurs |

| 14 octobre 2007 | Podhale Nowy Targ | 3-8 (0-5, 2-1, 1-2) | HK Yunost Minsk | Miejska Hala Lodowa, Nowy Targ 1 500 spectateurs |

| Clt   | Équipe                           | PJ | V | VP | D | DP | BP | BC | Pts |
| ----- | -------------------------------- | -- | - | -- | - | -- | -- | -- | --- |
| +001, | Kazzinc-Torpedo Oust-Kamenogorsk | 3  | 2 | 0  | 1 | 0  | 11 | 8  | 6   |
| +002, | Yunost Minsk                     | 3  | 2 | 0  | 1 | 0  | 18 | 8  | 6   |
| +003, | Podhale Nowy Targ                | 3  | 1 | 1  | 1 | 0  | 12 | 13 | 5   |
| +004, | SC Miercurea-Ciuc                | 3  | 0 | 0  | 2 | 1  | 5  | 16 | 1   |

- Équipe qualifiée pour la suite de la compétition

## Troisième tour
Le second tour a été joué du 16 au 18 novembre 2007 à Grenoble.
| 16 novembre 2007 | AaB Aalborg | 4-2 (2-2, 2-0, 0-0) | Tilburg Trappers | Patinoire Polesud 980 spectateurs |

| Feuille de match | Feuille de match | Feuille de match | Feuille de match | Feuille de match |
| ---------------- | ---------------- | ---------------- | ---------------- | ---------------- |
|                  |                  |                  |                  |                  |
|                  |                  |                  |                  |                  |
|                  |                  |                  |                  |                  |
|                  |                  |                  |                  |                  |

| 16 novembre 2007 | Brûl. de Loups de Grenoble | 1-2 (0-1, 0-0, 1-1) | Kaz.-Torp. Oust-Kamenogorsk | Patinoire Polesud 3 163 spectateurs |

| Feuille de match | Feuille de match                    | Feuille de match | Feuille de match                                                         | Feuille de match                                                                                          |
| ---------------- | ----------------------------------- | ---------------- | ------------------------------------------------------------------------ | --- |
|                  | - Treille (Forsander) — 59 min 57 s | 0-1 0-2 1-2      | Yessirkenov — 4 min 55 s (SN) Startchenko (A. Savchenko) — 58 min 25 s - | Arbitrage : Daniel Konc (Slovaquie) et Rick Looker (États-Unis) Damien Bliek et Benjamin Gremion (France) |
| Ferhi            | Gardiens                            | Poloshkov        |                                                                          | Arbitrage : Daniel Konc (Slovaquie) et Rick Looker (États-Unis) Damien Bliek et Benjamin Gremion (France) |
| 16 min           | Pénalités                           | 26 min           |                                                                          | Arbitrage : Daniel Konc (Slovaquie) et Rick Looker (États-Unis) Damien Bliek et Benjamin Gremion (France) |
| 40               | Tirs                                | 22               |                                                                          | Arbitrage : Daniel Konc (Slovaquie) et Rick Looker (États-Unis) Damien Bliek et Benjamin Gremion (France) |

| 17 novembre 2007 | AaB Aalborg | 1-4 (0-2, 0-0, 1-2) | Kaz.-Torp. Oust-Kamenogorsk | Patinoire Polesud 1 102 spectateurs |

| Feuille de match | Feuille de match | Feuille de match | Feuille de match | Feuille de match |
| ---------------- | ---------------- | ---------------- | ---------------- | ---------------- |
|                  |                  |                  |                  |                  |
|                  |                  |                  |                  |                  |
|                  |                  |                  |                  |                  |
|                  |                  |                  |                  |                  |

| 17 novembre 2007 | Brûl. de Loups de Grenoble | 6-3 (2-1, 2-2, 2-0) | Tilburg Trappers | Patinoire Polesud 3 500 spectateurs |

| Feuille de match | Feuille de match | Feuille de match | Feuille de match | Feuille de match |
| ---------------- | ---------------- | ---------------- | ---------------- | ---------------- |
|                  |                  |                  |                  |                  |
|                  |                  |                  |                  |                  |
|                  |                  |                  |                  |                  |
|                  |                  |                  |                  |                  |

| 18 novembre 2007 | Kaz.-Torp. Oust-Kamenogorsk | 12-0 (2-0, 4-0, 6-0) | Tilburg Trappers | Patinoire Polesud 1 515 spectateurs |

| Feuille de match | Feuille de match | Feuille de match | Feuille de match | Feuille de match |
| ---------------- | ---------------- | ---------------- | ---------------- | ---------------- |
|                  |                  |                  |                  |                  |
|                  |                  |                  |                  |                  |
|                  |                  |                  |                  |                  |
|                  |                  |                  |                  |                  |

| 18 novembre 2007 | Brûl. de Loups de Grenoble | 2-3 (TB) (0-1, 2-0, 0-0, 0-0, 0-1) | AaB Aalborg | Patinoire Polesud 3 452 spectateurs |

| Feuille de match | Feuille de match                                                                        | Feuille de match    | Feuille de match                                                                                | Feuille de match                                                                                           |
| ---------------- | --------------------------------------------------------------------------------------- | ------------------- | ----------------------------------------------------------------------------------------------- | --- |
|                  | - Forsander (Treille, Amar) — 28 min 14 s Wallin (Lindström, Brož) — 36 min 15 s (SN) - | 0-1 1-1 2-1 2-2 2-3 | Olsen (Matejic) — 15 min 22 s - - Macijevskis (Reinert) — 57 min 42 s Macijevskis — 65 min (TB) | Arbitrage : Christer Lärking (Suède) et Rick Looker (États-Unis) Damien Bliek et Guillaume Gielly (France) |
| Ferhi Dorthe     | Gardiens                                                                                | Hirsch              |                                                                                                 | Arbitrage : Christer Lärking (Suède) et Rick Looker (États-Unis) Damien Bliek et Guillaume Gielly (France) |
| 12 min           | Pénalités                                                                               | 24 min              |                                                                                                 | Arbitrage : Christer Lärking (Suède) et Rick Looker (États-Unis) Damien Bliek et Guillaume Gielly (France) |
| 40               | Tirs                                                                                    | 26                  |                                                                                                 | Arbitrage : Christer Lärking (Suède) et Rick Looker (États-Unis) Damien Bliek et Guillaume Gielly (France) |

| Clt   | Équipe                           | PJ | V | VP | D | DP | BP | BC | Pts |
| ----- | -------------------------------- | -- | - | -- | - | -- | -- | -- | --- |
| +001, | Kazzinc-Torpedo Oust-Kamenogorsk | 3  | 3 | 0  | 0 | 0  | 18 | 2  | 9   |
| +002, | AaB Ishockey                     | 3  | 1 | 1  | 1 | 0  | 8  | 8  | 5   |
| +003, | Brûleurs de Loups de Grenoble    | 3  | 1 | 0  | 1 | 1  | 9  | 8  | 4   |
| +004, | Tilburg Trappers                 | 3  | 0 | 0  | 3 | 0  | 5  | 22 | 0   |

- Équipe qualifiée pour la Superfinale

## Superfinale
Le groupe final se joue sur trois jours du 4 au 6 janvier 2008 sous le nom de groupe F. Les matchs sont disputés à Riga dans la Riga Arena.
| 4 janvier 2008 | Ak Bars Kazan | 2-1 (1-0, 1-1, 0-0) | Kazzinc-Torpedo Oust-Kamenogorsk | Riga Arena 400 spectateurs |

| Feuille de match, | Feuille de match,                                                                 | Feuille de match, | Feuille de match,                             | Feuille de match,                                                                                            |
| ----------------- | --------------------------------------------------------------------------------- | ----------------- | --------------------------------------------- | --- |
|                   | Zaripov (Zinoviev, Esche) — 7 min 58 s - Zaripov (Zinoviev, Giroux) — 39 min 23 s | 1-0 1-1 2-1       | - Zarzhitsky (Miroshnichenko) — 30 min 23 s - | Arbitrage : Thomas Andersson (Suède) et Ole Stian Hansen (Norvège) Juris Balodis et Ansis Eglītis (Lettonie) |
| Esche             | Gardiens                                                                          | Poloshkov         |                                               | Arbitrage : Thomas Andersson (Suède) et Ole Stian Hansen (Norvège) Juris Balodis et Ansis Eglītis (Lettonie) |
| 16 min            | Pénalités                                                                         | 14 min            |                                               | Arbitrage : Thomas Andersson (Suède) et Ole Stian Hansen (Norvège) Juris Balodis et Ansis Eglītis (Lettonie) |
| 33                | Tirs                                                                              | 18                |                                               | Arbitrage : Thomas Andersson (Suède) et Ole Stian Hansen (Norvège) Juris Balodis et Ansis Eglītis (Lettonie) |

| 4 janvier 2008 | HK Riga 2000 | 7-2 (3-1, 3-0, 1-1) | AaB Aalborg | Riga Arena 1 050 spectateurs |

| Feuille de match | Feuille de match | Feuille de match | Feuille de match | Feuille de match |
| ---------------- | ---------------- | ---------------- | ---------------- | ---------------- |
|                  |                  |                  |                  |                  |
|                  |                  |                  |                  |                  |
|                  |                  |                  |                  |                  |
|                  |                  |                  |                  |                  |

| 5 janvier 2008 | Ak Bars Kazan | 4-1 (1-0, 2-0, 1-1) | AaB Aalborg | Riga Arena |

| Feuille de match | Feuille de match | Feuille de match | Feuille de match | Feuille de match |
| ---------------- | ---------------- | ---------------- | ---------------- | ---------------- |
|                  |                  |                  |                  |                  |
|                  |                  |                  |                  |                  |
|                  | Pénalités        | 300 min          |                  |                  |
|                  |                  |                  |                  |                  |

| 5 janvier 2008 | Kaz.-Torp. Oust-Kamenogorsk | 4-3 (3-0, 1-3, 0-0) | HK Riga 2000 | Riga Arena 1 200 spectateurs |

| Feuille de match | Feuille de match | Feuille de match | Feuille de match | Feuille de match |
| ---------------- | ---------------- | ---------------- | ---------------- | ---------------- |
|                  |                  |                  |                  |                  |
|                  |                  |                  |                  |                  |
|                  |                  |                  |                  |                  |
|                  |                  |                  |                  |                  |

| 6 janvier 2008 | HK Riga 2000 | 2-6 (2-3, 0-3, 0-0) | Ak Bars Kazan | Riga Arena 4 000 spectateurs |

| Feuille de match | Feuille de match | Feuille de match | Feuille de match | Feuille de match |
| ---------------- | ---------------- | ---------------- | ---------------- | ---------------- |
|                  |                  |                  |                  |                  |
|                  |                  |                  |                  |                  |
|                  |                  |                  |                  |                  |
|                  |                  |                  |                  |                  |

| 6 janvier 2008 | AaB Aalborg | 5-3 (0-1, 3-2, 2-0) | Kaz.-Torp. Oust-Kamenogorsk | Riga Arena 450 spectateurs |

| Feuille de match | Feuille de match | Feuille de match | Feuille de match | Feuille de match |
| ---------------- | ---------------- | ---------------- | ---------------- | ---------------- |
|                  |                  |                  |                  |                  |
|                  |                  |                  |                  |                  |
|                  |                  |                  |                  |                  |
|                  |                  |                  |                  |                  |

| Clt   | Équipe                           | PJ | V | VP | D | DP | BP | BC | Pts |
| ----- | -------------------------------- | -- | - | -- | - | -- | -- | -- | --- |
| +001, | Ak Bars Kazan                    | 3  | 3 | 0  | 0 | 0  | 12 | 4  | 9   |
| +002, | HK Riga 2000                     | 3  | 1 | 0  | 2 | 0  | 12 | 12 | 3   |
| +003, | Kazzinc-Torpedo Oust-Kamenogorsk | 3  | 1 | 0  | 2 | 0  | 8  | 10 | 3   |
| +004, | AaB Ishockey                     | 3  | 1 | 0  | 2 | 0  | 8  | 14 | 3   |

Les Ak Bars Kazan remportent l'édition 2007-2008 de la Coupe Continentale. Le gardien Robert Esche de Kazan est élu meilleur portier du tournoi et son coéquipier, Ilia Nikouline, meilleur défenseur. Avec quatre buts en deux rencontres, l'attaquant de Riga, Tomáš Chlubna, est le meilleur buteur de la finale et désigné meilleur attaquant de cette finale. L'équipe sacrée championne est la suivante :
- Gardiens de but : Robert Esche, Mika Noronen
- Défenseurs : Viatcheslav Bouravtchikov, Raymond Giroux, Alekseï Iemeline, Ilia Nikouline, Grigori Panine, Andreï Pervychine, Andreï Zoubarev, Mikhaïl Tiouliapkine
- Attaquants : Nikita Alekseïev, Denis Arkhipov, Petr Čajánek, Jukka Hentunen, Dmitri Kazionov, Alekseï Morozov, Oleg Petrov, Danis Zaripov, Grigori Chafigouline, Mikhaïl Joukov, Sergueï Zinoviev, Aleksandr Stepanov
- Entraîneur : Zinetoula Bilialetdinov.